# Barduelva
El Barduelva (en sami septentrional: Álddesjohka) es un corto río en Troms, Noruega. Tiene una longitud de 70 km y atraviesa los municipios de Bardu y Målselv. El río nace en el lago Altevatnet al noroeste de Setermoen, se dirige al norte hacia el límite con  Målselv antes de desembocar en el Målselva, a las afueras de Bardufoss y del aeropuerto de Bardufoss.
Barduelva es la mayor fuente de generación hidroeléctrica de Troms. Hay tres plantas: Innset, Straumsmo y Bardufoss. Combinadas generan 1235 gigavatios-hora (4,450 TJ) anualmente.

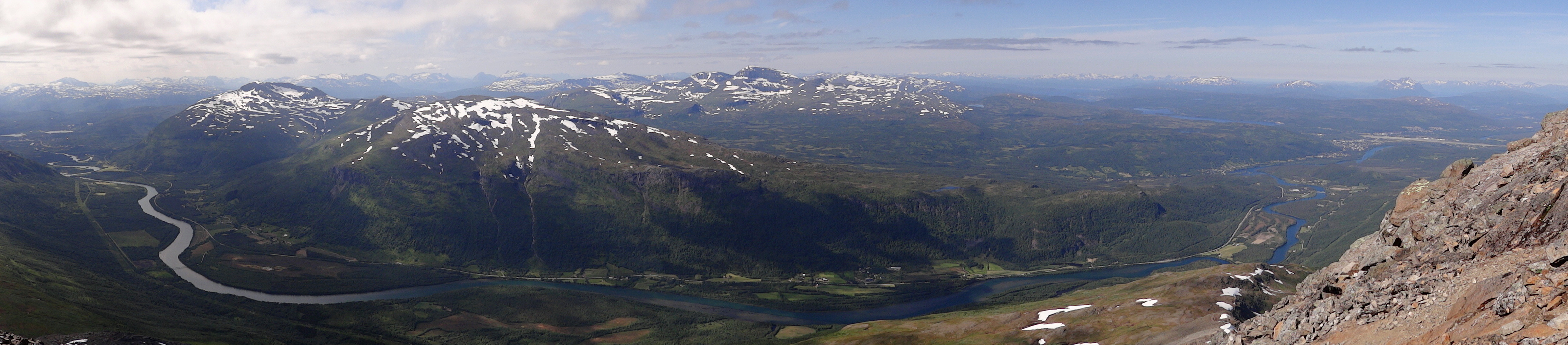
The stretch of the river between Setermoen and Andselv seen from near the top of Istinden.